# フリードリヒ・ヨシアス・フォン・ザクセン＝コーブルク＝ゴータ
フリードリヒ・ヨシアス・フォン・ザクセン＝コーブルク・ウント・ゴータ（ドイツ語: Friedrich Josias von Sachsen-Coburg und Gotha, 1918年11月29日 - 1998年1月23日）は、ザクセン＝コーブルク＝ゴータ公国の公族の子孫。

## 生涯
1918年11月29日、最後のザクセン＝コーブルク＝ゴータ公カール・エドゥアルトとその妃のシュレースヴィヒ＝ホルシュタイン＝ゾンダーブルク＝グリュックスブルク公女ヴィクトリア・アーデルハイト（フリードリヒ・フェルディナントの長女）の間に三男（第5子）としてコーブルクのカレンベルク城で生まれた。ドイツ革命によって父がザクセン＝コーブルク＝ゴータ公を退位させられた直後の誕生であった。
長兄のヨハン・レオポルトが1932年3月9日に貴賤結婚して公位継承権を放棄し、次兄のフーベルトゥスが1943年11月26日に東部戦線で戦死したため、フリードリヒ・ヨシアスがザクセン＝コーブルク＝ゴータ公家の法定推定相続人となった。1954年3月6日に父が死去すると、家督を継いでザクセン＝コーブルク＝ゴータ公家の家長となった。
1998年1月23日にアムシュテッテンで死去し、カレンベルク城の森に葬られた。長男のアンドレアスが家長位を継いだ。

## 子女
生涯に3度結婚している。最初の妻であるヴィクトリア・ルイーゼ・ツー・ゾルムス＝バールトとは1942年1月25日に結婚し、1946年9月19日に離婚した。ヴィクトリアとの間には以下の1男を儲けた。
- アンドレアス・ミヒャエル・アルニム・ジークフリート・フリードリヒ・ハンス・フーベルトゥス（1943年 - ） - ザクセン＝コーブルク＝ゴータ公家家長

2人目の妻であるデニス・アンリエッタ・ド・ミュラーとは1948年2月14日にサンフランシスコで結婚し、1964年9月17日にハンブルクで離婚した。デニスとの間には以下の1男2女を儲けた。
- マリア・クラウディア・ジビラ（1949年 - 2016年）
- ベアトリーツェ・シャルロッテ（1951年 - ）
- アドリアン・ヴィンツェンツ・エドゥアルト（英語版）（1955年 - 2011年）

3人目の妻であるカタリネ・ブレーメとは1964年10月30日にハンブルクで結婚した。カタリネとの間に子供はいなかった。